# Рио-Гранде (фильм)
«Рио-Гранде» (англ. Rio Grande) — вестерн режиссёра Джона Форда, вышедший на экраны в 1950 году. Это заключительный фильм так называемой «кавалерийской» трилогии Форда. Лента снята по мотивам рассказа Джеймса Уорнера Беллы и была номинирована на премию Гильдии сценаристов США за лучший американский вестерн.

## Сюжет
Полковник Кирби Йорк узнал, что его сын Джефферсон, которого он не видел уже 15 лет (с самого его младенчества), провалил экзамены в Вест-Пойнт и отчислен. И почти тут же в военном лагере Йорка появились новобранцы, среди которых находился и его сын.
И как быть? С одной стороны, в полковнике проснулись нерастраченные отцовские чувства, с другой — он прекрасно знает, как в армии относятся к любимчикам командира. Значит, с Джеффри будет особый спрос — больший, чем с других.
Но главные проблемы у Кирби Йорка начались, когда в лагерь приехала мать Джефферсона, бывшая жена полковника Кэтлин. Она хочет выкупить сына и увезти его домой. Один раз армия уже разлучила Кирби и Кэтлин. На этот раз судьба приготовила им новые испытания в виде вышедших на тропу войны индейцев апачи. И значит, будут стрельба и погони, кавалерийские атаки и индейские стрелы, нарушение государственной границы на реке Рио-Гранде ради спасения похищенных детей и смелые вылазки в самое сердце вражеского лагеря. И отец будет гордиться сыном, а сын получит благодарность лично от президента США.
И наконец-то мать и жена поймёт, что в военное время мужчины должны быть мужчинами — и выполнять приказы во что бы то ни стало.

## В ролях
- Джон Уэйн — подполковник Кирби Йорк[1]
- Морин О'Хара — миссис Кэтлин Йорк
- Бен Джонсон — солдат Трэвис Тайри
- Клод Джарман — рядовой Джефферсон «Джефф» Йорк
- Гарри Кэри, мл. — солдат Дэниел «Сэнди» Бун
- Чилл Уиллс — доктор Уилкинс
- Дж. Кэррол Нэш — генерал-лейтенант Филип Шеридан
- Виктор МакЛаглен — сержант-майор Тимоти Куинкэннон
- Грант Уитерс — помощник шерифа
- Кэролин Граймс — Маргарет Мэри
- Стэн Джонс — сержант